# Les Arcanes du chaos
Pour les articles homonymes, voir Arcane.
Les Arcanes du chaos est un thriller géopolitique de Maxime Chattam, publié en 2006, et faisant partie du Cycle de l'Homme.
Le roman bâti sur les attentats du 11 septembre 2001, fait référence à la théorie du complot et à la manipulation de masse.

## L'histoire

### Première partie: Le Monde des ombres (chapitres 1 - 20)
Yael Mallan travaille dans un magasin de taxidermie le jour, elle voit passer chaque vendredi un homme qu'elle appelle le « Shoggoth », qui y achète des paires d'yeux pour les arborer sur son manteau.
Un soir d'août, Yael Mallan perçoit des mouvements étranges dans le miroir de sa salle de bains. Les apparitions se multiplient, et Yael est bientôt contactée par celles qui se nomment les « Ombres », au travers d'événements apparemment fantastiques.
Yael rencontre Thomas, et l'entraîne avec elle dans la quête des indices successifs semés par les Ombres. Yael et Thomas doivent ainsi résoudre successivement plusieurs énigmes liées à Lincoln et Kennedy ou aux symboles du billet de 1 dollar (voir (en) billet de 1 dollar).
Cette quête les entraîne dans les galeries souterraines de Paris, où des tueurs essaient de les éliminer. N'étant plus en sécurité, les deux amis fuient dans un hôtel.

### Deuxième partie: Le Royaume des théories (chapitres 21 - 62)
Thomas réussit à découvrir l'identité d'un des tueurs (Olivier Languin), et part à sa poursuite avec Yael. Ils remontent la piste jusqu'à son supérieur (Lubrosso) à Herblay.
De retour à Paris, ils réussissent à survivre à une tentative d'assassinat dans l'hôtel que Thomas avait réservé à l'aide de la carte bleue de Yael, ainsi qu'à une course poursuite avec un 4x4 piloté par les tueurs.
Yael et Thomas se réfugient chez un ami de Thomas, Kamel Nasir, un partisan des théories du complot. Le blog de Kamel Nasir entrecoupe d'ailleurs les différents chapitres du livre.
Yael et Thomas trouvent l'indice suivant au lac de Vallon, où ils échappent encore aux tueurs qui ont retrouvé leurs traces.
Yael réalise que le chiffre 666 se retrouve sur les codes-barres, marquant tous les échanges commerciaux (cf. chapitre 49 ; page 330/333). En cherchant sur internet, ils trouvent un banquier suisse, Bonneviel, dont la photo révèle que c'est le Shoggoth du magasin de taxidermie.
Yael apprend aussi que son grand-père est mort assassiné lors de la coulée de boue de 1943, et qu'un homme se faisant passer pour son père a posé les mêmes questions un an auparavant.
Ils se rendent à Genève, mais Bonneviel est absent. Yael trouve un dossier à son nom dans le bureau du banquier. Un schéma lie ses parents et elle à deux hommes : Carl Petersen et James R. Goatherd.
Yael et Thomas arrivent à semer les tueurs en découvrant qu'ils les repèrent grâce à la puce RFID de la passe Navigo de Yael. De retour à Paris, Yael découvre que les ombres des miroirs sont produites par des minuscules caméras cachées dans les glaces.
Elle se rend compte qu'elle a été manipulée. Bonneviel ayant été assassiné, il en lui reste plus qu'à aller aux États-Unis retrouver Carl Petersen.

### Troisième partie: L'Empire du chaos (chapitres 63 - 85)
Thomas et Yael s'embarquent en clandestins depuis Le Havre et arrivent sans encombre à New York.
Carl Petersen explique à Yael que Goatherd a manipulé sa vie dans le cadre d'un "jeu" auquel participent les "Ombres" et leurs "pions".
Les « Ombres » sont en fait des milliardaires, dont le passe-temps est de contrôler des vies humaines afin de jouer avec l'histoire. C'est en vérité Bonneviel qui a manipulé Yael depuis sa jeunesse, provoquant l'accident qui a arrêté sa carrière sportive et assassinant sa mère dans un faux accident de voiture.
Laissant Thomas seul, Yael retrouve Goatherd, mais ne peut le tuer et est capturée. Goatherd lui explique pourquoi Bonneviel l'a choisie, elle, pour le tuer en énumérant les coïncidences entre Yael et Goatherd (comme le nom de la fille de Goatherd et la nationalité de Yael: France). Il lui révèle aussi que Thomas était employé par Bonneviel pour l'encadrer.
Le lendemain, Yael et Thomas se retrouvent en haut du World Trade Center à 8:15. Ils y ouvrent une lettre que Goatherd a donné à Yael, et qui contient des billets de dollars, qui une fois pliés révèlent un bâtiment en flammes qui s'écroule, un passage de la Genèse sur la Tour de Babel (Genèse 11-9)  ainsi que des coupures de journaux sur la chute de Salvador Allende le 11 septembre 1973 et la destruction des deux tours de Radio Portales et Radio Corporacion ce jour-là.
On est le 11 septembre, et un avion s'écrase à 8h46 sur le World Trade Center, tuant Yael et Thomas.

## Personnages du roman
- Yael Mallan : personnage central de l'histoire, jeune femme célibataire de 27 ans habitant Paris travaillant dans un magasin de taxidermie et naturalisation.
- Thomas : journaliste indépendant, canadien anglophone (Vancouver) qui rencontrera Yael dans un bar parisien et deviendra par la suite son compagnon.
- Kamel Nasir : ami de Thomas qui apportera son aide aux deux héros du roman. Il tient un blog qui entrecoupe les chapitres du roman dans lequel il dénonce le comportement de l'administration George Bush au moment des attentats du 11 septembre 2001.
- Bonneviel : banquier suisse.
- Goatherd : puissant homme d'affaires américain.
- Serge Lubrosso : homme de main de Goatherd, qui engage des assassins dont Languin à la poursuite de Yael.
- Olivier Languin : homme de main de Serge Lubrosso qui tentera vainement d'assassiner Yael.

## Critique, accueil de la presse
Pour écrire son roman, Chattam s’est inspiré des théories du complot, particulièrement vivaces après les attentats du 11 septembre 2001 contre les tours du World Trade Center.
Maxime Chattam entrecoupe le roman d'extraits du blog de Kamel Nasir. Ce blog est écrit après les événements du 11 septembre, alors que l'intrigue se déroule avant, et qu'elle se termine au moment de ces attentats. Le blog de Nasir permet aussi à l'écrivain de s'affranchir de l'intrigue romancière pour donner au lecteur des éléments de réflexion directement puisés de la réalité.
Si le succès commercial est au rendez-vous, l'accueil sur le net ou dans la presse est assez mitigé et même parfois négatif.

## Éditions
Édition imprimée originale
- Maxime Chattam, Les Arcanes du chaos : roman, Paris, éd. Albin Michel, 3 mai 2006, 458 p., 24 cm (ISBN 2-226-17322-6, BNF 40152592)

Édition en gros caractères
- Maxime Chattam, Les Arcanes du chaos, La Roque-sur-Pernes, éd. VDB, 2006, 367-371 p., 24 cm (ISBN 2-84694-463-6 et 2-84694-465-2, BNF 40945818)

Édition au format de poche
- Maxime Chattam, Les Arcanes du chaos, Paris, éd. Pocket, coll. « Pocket. Thriller » (no 13381), 15 mai 2008, 550 p., 18 cm (ISBN 978-2-266-17400-8 et 2-266-17400-2, BNF 41259060)

Livre audio
- Maxime Chattam, Les Arcanes du chaos, La Roque-sur-Pernes, éd. VDB, coll. « Thriller », 20 novembre 2008 (ISBN 978-2-84694-704-6, BNF 41403860)Texte intégral ; narrateurs : Véronique Groux de Miéri et Hervé Lavigne ; support : 2 disques compacts audio MP3 ; durée : 14 h 5 min environ ; référence éditeur : VDB MP3/179.